# Râul Pinnau
Pinnau este un afluent de pe versantul drept al Elbei cu lungimea de 41 km, situat în partea de sud-vest a landului Schleswig-Holstein, Germania.

## Curs
Râul își are izvorul în apropiere de Henstedt-Ulzburg, la început curge spre sud, la Pinneberg își schimbă direcția spre vest și se varsă în Elba la Haselau. Cursul inferior la râului face graniță între regiunile Haseldorfer Marsch și Seestermüher Marsch. Din anul 1969 se află un dig de protecție contra inundațiilor la gura de vărsare a lui Pinnau în Elba.

## Afluenți
- Ebach, afluent pe stânga punct de vărsare  Ellerau
- Gronau,  afluent pe stânga punct de vărsare intre Ellerau si  Quickborn
- Mühlenau (Rellau), afluent pe stânga, punct de vărsare  Pinneberg
- Appener Au (Beek), afluent pe stânga, punct de vărsare  Appen
- Bilsbek, afluent pe dreapta, punct de vărsare intre Prisdorf si Tornesch
- Ohrtbrookgraben, afluent pe dreapta, punct de vărsare Tornesch

## Galerie de imagini

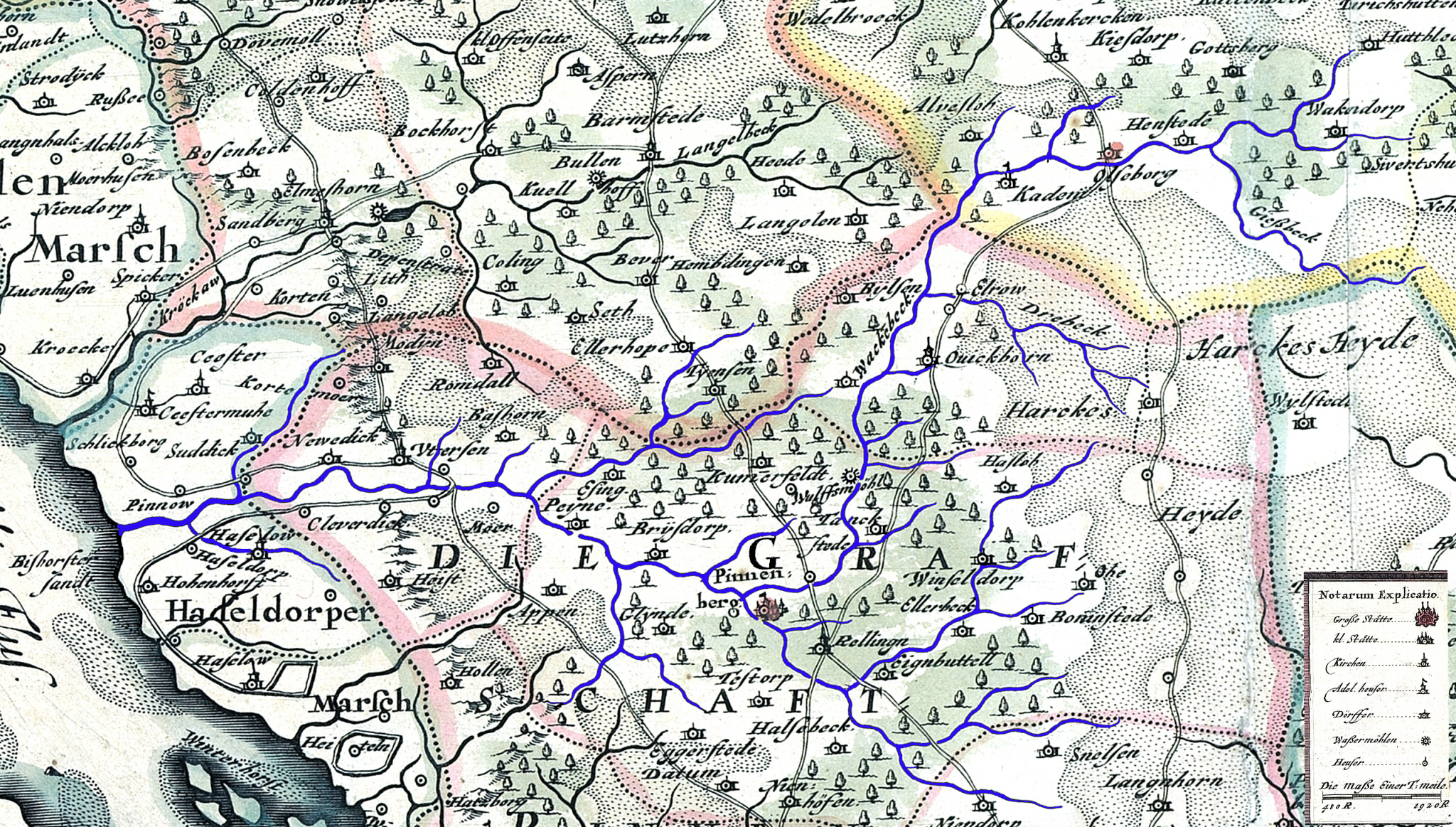
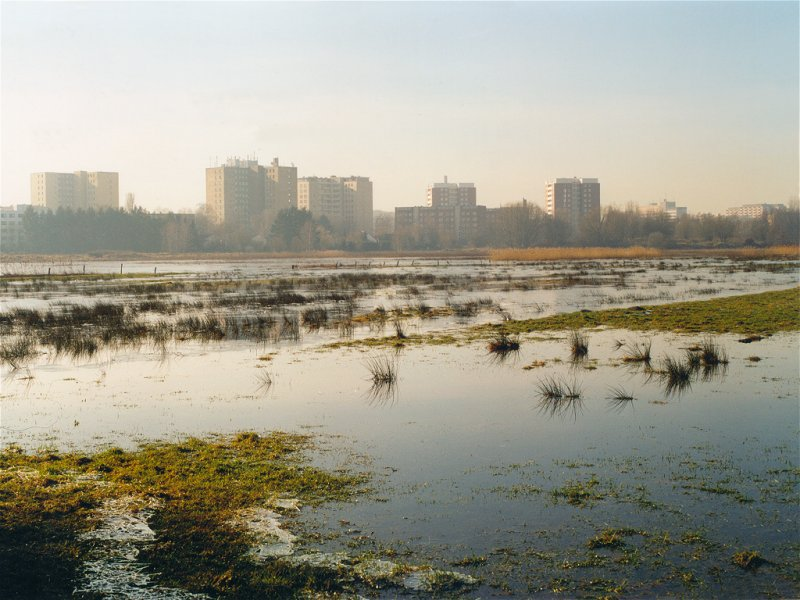
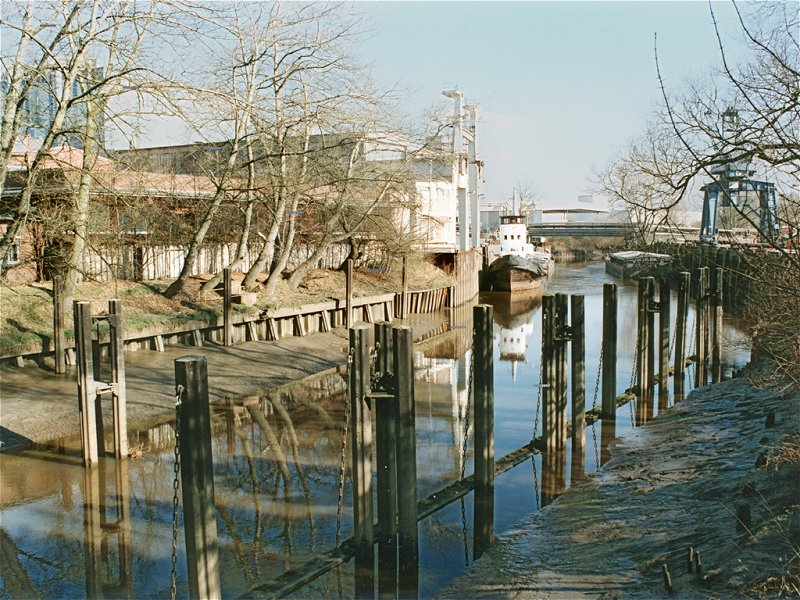
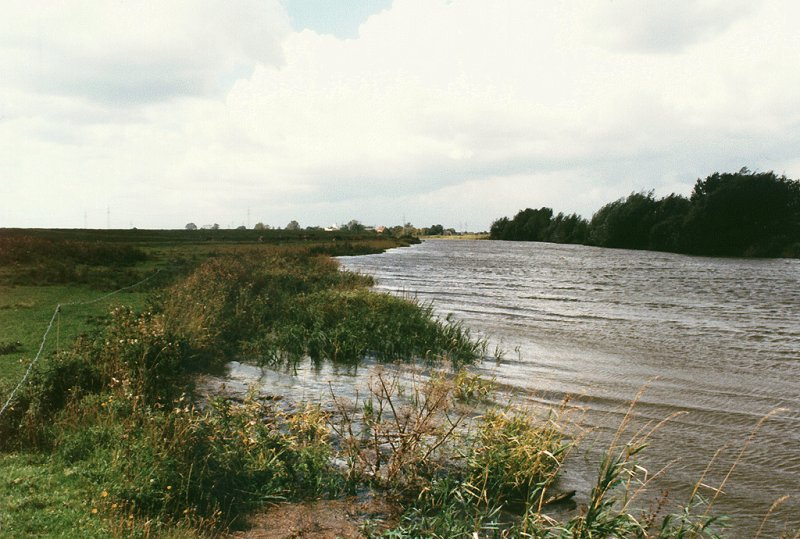
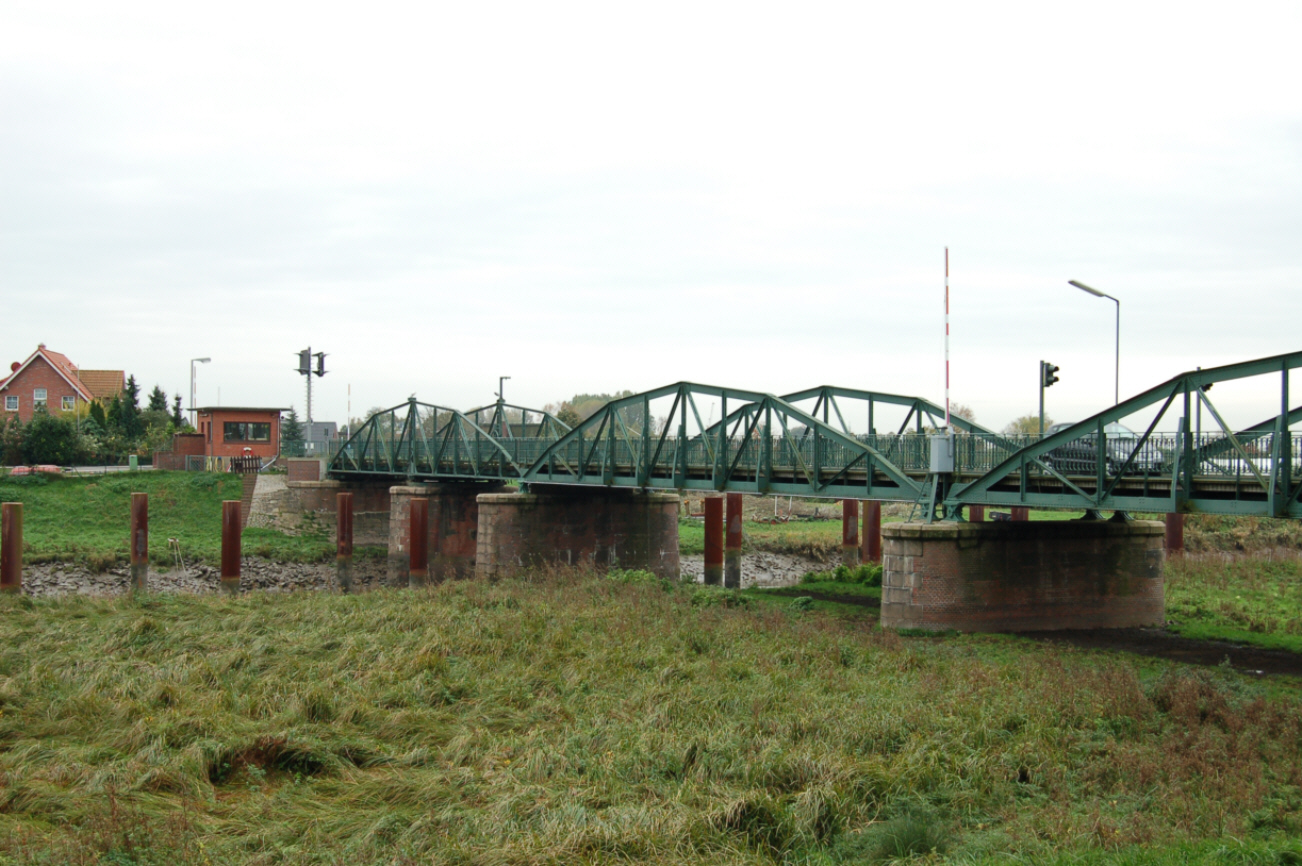